# میتلشتریمیگ
میتلشتریمیگ (به آلمانی: Mittelstrimmig) یک شهر در آلمان است که در کوخم-تسل واقع شده‌است. میتلشتریمیگ ۴۳۱ نفر جمعیت دارد.